# Nadia Dajani
Nadia Dajani (Los Angeles, 26 dicembre 1965) è un'attrice statunitense.

## Filmografia

### Cinema
- Amori e disastri (Flirting with Disaster), regia di David O. Russell (1996)
- Breathing Room, regia di Jon Sherman (1996)
- Tupperware Party, regia di Tracey Needham (1997) (cortometraggio)
- Dinner and Driving, regia di Lawrence Trilling (1997)
- Seven Girlfriends, regia di Paul Lazarus (1999)
- Happy Accidents, regia di Brad Anderson (2000)
- I marciapiedi di New York (Sidewalks of New York), regia di Edward Burns (2001)
- Balkanization, regia di Marshall Lewy (2002) (cortometraggio)
- You Stupid Man, regia di Brian Burns (2002)
- This Is Not a Film, regia di Michael A. Nickles (2003)
- Una hostess tra le nuvole (View from the Top), regia di Bruno Barreto (2003)
- Game 6, regia di Michael Hoffman (2005)
- Alchemy, regia di Evan Oppenheimer (2005)
- Gone to the Dogs, regia di Liz Tuccillo (2008) (cortometraggio)
- Bob Funk, regia di Craig Carlisle (2009)
- A Little Help, regia di Michael J. Weithorn (2010)
- Stuck Between Stations, regia di Brady Kiernan (2010)
- Take Care, regia di Liz Tuccillo (2014)
- The Opposite Sex, regia di Jennifer Finnigan e Jonathan Silverman (2014)
- On the Rocks, regia di Sofia Coppola (2020)

### Televisione
- CBS Schoolbreak Special – serie TV, episodio 7x02 (1990)
- Jackie (A Woman Named Jackie) – miniserie TV, episodi 2-3 (1991)
- Ned & Stacey – serie TV, 96 episodi (1995-1997)
- Dellaventura – serie TV, episodio 1x04 (1997)
- That's Life – serie TV, 6 episodi (1998)
- La vita segreta degli uomini (The Secret Lives of Men) – serie TV, episodi 1x10-1x12-1x13 (1998)
- Conrad Bloom – serie TV, episodio 1x01 (1998)
- Sports Night – serie TV, episodio 2x07 (1999)
- Oh, Grow Up – serie TV, episodio 1x11 (1999)
- West Wing - Tutti gli uomini del Presidente (The West Wing) – serie TV, episodio 1x17 (2000)
- The King of Queens – serie TV, episodi 1x25-3x04 (1999-2000)
- Welcome to New York – serie TV, episodio 1x08 (2000)
- Sex and the City – serie TV, episodio 5x06 (2002)
- MDs – serie TV, episodio 1x01 (2002)
- Law & Order - I due volti della giustizia (Law & Order) – serie TV, episodio 17x05 (2006)
- Curb Your Enthusiasm – serie TV, episodio 6x10 (2007)
- Emily's Reasons Why Not – serie TV, 6 episodi (2006-2008)
- Sherri – serie TV, episodio 1x05 (2009)
- Ugly Betty – serie TV, episodi 4x09-4x10 (2009-2010)
- L'ultimo San Valentino (The Lost Valentine) – film TV (2011)
- The Big C – serie TV, 4 episodi (2010-2011)
- Body of Proof – serie TV, episodio 1x06 (2011)
- Terapia d'urto (Necessary Roughness) – serie TV, episodi 1x02-1x07-1x12 (2011)
- The Good Wife – serie TV, episodio 3x16 (2012)
- Delocated – serie TV, 13 episodi (2009-2012)
- Suits – serie TV, episodio 2x02 (2012)
- The Carrie Diaries – serie TV, 6 episodi (2013)
- Law & Order - Unità vittime speciali (Law & Order: Special Victims Unit) – serie TV, episodio 15x04 (2013)
- 2 Broke Girls – serie TV, episodi 4x19-4x20 (2015)
- Younger – serie TV, episodio 1x11 (2015)
- Blue Bloods – serie TV, episodio 6x04 (2015)
- Elementary – serie TV, episodi 3x05-4x18-4x19 (2014-2016)
- Odd Mom Out – serie TV, episodio 2x01 (2016)
- Girlfriends' Guide to Divorce – serie TV, 4 episodi (2017)
- Bull – serie TV, episodio 2x11 (2018)

## Doppiatrici italiane
- Anna Cesareni in Sex and the City
- Antonella Rinaldi in The Big C
- Laura Boccanera in The Carrie Diaries
- Antonella Baldini in Law & Order - Unità vittime speciali